# Gmina Leśna
Leśna ist eine Stadt- und Landgemeinde im Powiat Lubański der Woiwodschaft Niederschlesien in Polen. Ihr Verwaltungssitz ist die gleichnamige Stadt (deutsch Marklissa) mit etwa 4400 Einwohnern.

## Geographie

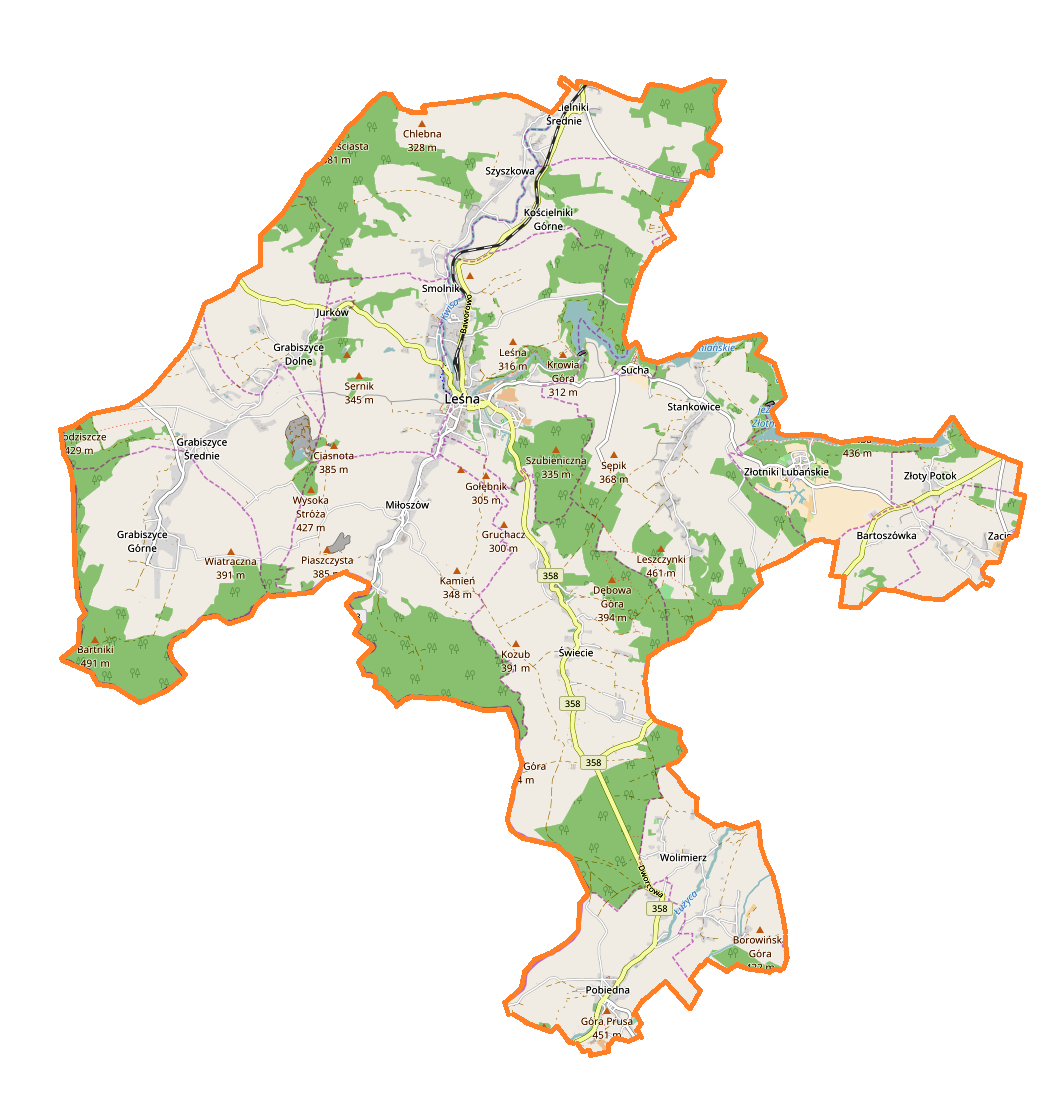
Karte der Gemeinde

Die Gemeinde liegt im Westen der Woiwodschaft Niederschlesien. Nachbargemeinden sind Lubań im Norden, Olszyna sowie Gryfów Śląski im Nordosten, Mirsk sowie Świeradów-Zdrój im Südosten und Platerówka im Westen. Breslau liegt etwa 90 Kilometer östlich, die Kreisstadt Lubań (Lauban) sechs Kilometer nördlich.
Wichtigstes Gewässer ist die Kwisa (Queis), die durch die Talsperre Goldentraum zum Jezioro Złotnickie und die Marklissa-Talsperre zum Jezioro Leśniańskie aufgestaut wird. Die Łużyca durchzieht den Südosten der Gemeinde. Der Bartniki im Südwesten der Gemeinde erreicht eine Höhe von 491 m n.p.m. und gehört zum Isergebirge.

## Gliederung
Zur Stadt- und Landgemeinde Leśna gehören neben der Stadt selbst 16 Dörfer (deutsche Namen, amtlich bis 1945) mit 14 Schulzenämtern
- Bartoszówka (Scholzendorf)
- Grabiszyce mit den Ortsteilen Grabiszyce Dolne (Nieder-Gerlachsheim), Grabiszyce Górne (Ober-Gerlachsheim) und Grabiszyce Średnie (Mittel-Gerlachsheim)
- Kościelniki Górne (Obersteinkirch)
- Kościelniki Średnie (Mittelsteinkirch)
- Miłoszów (Hartmannsdorf)
- Pobiedna (Wigandsthal) mit den Ortsteilen Gierałtówek (Neu Gersdorf) und Unięcice (Meffersdorf)
- Smolnik (Schadewalde)
- Stankowice (Rengersdorf) mit Maria Königin der Engel (Stankowice)
- Szyszkowa (Örtmannsdorf)
- Świecie (Schwerta)
- Wolimierz (Volkersdorf)
- Zacisze (Hartha)
- Złotniki Lubańskie (Goldentraum)
- Złoty Potok (Goldbach)

## Baudenkmale und Sehenswürdigkeiten
Das historische Zentrum der Stadt steht als Ensemble unter Denkmalschutz. Als einzelne Baudenkmale stehen die beiden Kirchen, deren Friedhöfe, das Rathaus und eine größere Zahl von Bürgerhäusern unter Schutz.
Zu den technischen Denkmalen gehören die Marklissa-Talsperre und die Talsperre Goldentraum. Die Burg Leśna auf dem Zangenberg ist abgegangen. Die Dörfer der Gemeinde weisen ebenfalls eine große Zahl denkmalgeschützter Baudenkmale auf. In das nationale Denkmalregister der Woiwodschaft sind eingetragen:
- Schloss und Schlosspark in Grabiszyce Dolne
- Haus Nr. 33 (Bäckerei von 1820) in Grabiszyce Dolne
- Pfarrkirche in Grabiszyce Górne
- Evangelischer Friedhof in Grabiszyce Górne
- Schloss und Schlosspark in Grabiszyce Górne
- Kapelle (1731, ehemals böhmische Brüder) in Grabiszyce Średnie
- Schloss und Schlosspark in Grabiszyce Średnie
- Schloss und Schlosspark in Kościelniki Górne
- Ruine der katholischen Kirche mit Friedhof und Einfriedung in Kościelniki Średnie
- Kirche, ehemals evangelisch mit evang. Friedhof in Kościelniki Średnie
- Schloss und Schlosspark in Kościelniki Średnie
- Schloss und Schlosspark in Leśna-Baworowo
- Park (19. Jahrhundert; ul. Baworowo 21) in Leśna-Baworowo
- Historischer Teil des Orts Pobiedna
- Evangelische Kirche mit Turmruine und Friedhof in Pobiedna
- Schloss und Schlosspark mit Pavillon und Belvedere in Pobiedna
- Haus am Rynek Nr. 8 in Pobiedna
- Kirche in Stankowice
- Burg Tzschocha in Stankowice (Sucha)
  - Vorwerk mit Nebengebäuden und Speicher
  - Park (zweite Hälfte des 19. Jahrhunderts)
- Schloss und Schlosspark in Szyszkowa Górna
- Wassermühle in Szyszkowa Górna
- Kirche in Świecie und deren Friedhof
- Burg Świecie
- Ehemalige evangelische Kirche mit Friedhof in Wolimierz
- Gebiet der Altstadt in Złotniki Lubańskie

## Verkehr
Die Woiwodschaftsstraße DW393 führt von der Kreisstadt Lubań nach Leśna. Die Woiwodschaftsstraße DW358 führt von Platerówka (Ober Linda) über Leśna und Świeradów-Zdrój (Bad Flinsberg) nach Szklarska Poręba (Schreiberhau). In Świecie zweigt die Woiwodschaftsstraße DW360 nach Gryfów Śląski (Greiffenberg) im Norden ab.
Die Bahnstrecke Lubań Śląski–Leśna wird seit 1991 nur im Güterverkehr bedient.
Der nächste internationale Flughafen ist Breslau.

## Persönlichkeiten
- Johann Georg Walther (1708–1761), Pädagoge und Rhetoriker; geboren in Oberörtmannsdorf
- Carl Wilhelm Otto August von Schindel (1776–1830), Gutsherr und Lexikograph; geboren auf Burg Tzschocha
- Walther Gustav Hoffmann (1903–1971), Volkswirt und Hochschullehrer; geboren in Hartmannsdorf